# Улица Вингротаю
Улица Ви́нгротаю (латыш. Vingrotāju iela) — небольшая тупиковая улица в исторической части города Риги, в Центральном районе. Начинается от улицы Кришьяня Валдемара, пролегает в северо-западном направлении и заканчивается тупиком, переходя в пешеходную дорожку парка Кронвалда с мостиком через Городской канал. С другими улицами не пересекается.
Общая длина улицы Вингротаю составляет 132 метра. На всём протяжении улица асфальтирована, разрешено движение в обоих направлениях. Ширина проезжей части — около 6 метров.

## История
Улица Вингротаю возникла после постройки в 1880 году здесь, на территории Стрелкового сада, гимнастического зала Стрелкового общества (нем. Turnhalle). Впервые показана на городском плане 1880/1883 годов под своим современным названием (рус. Гимнастический переулок, нем. Turnerstrasse). Переименований улицы не было, название изменялось лишь сообразно государственному языку.

## Застройка
- Дом по ул. Кришьяня Валдемара, 1 (боковой фасад; 1876—1879, архитектор Иоганн Даниэль Фельско) — бывшее Реальное училище, в настоящее время Рижская государственная гимназия № 2[латыш.].
- Дом по ул. Кришьяня Валдемара, 3 (боковой фасад; 1913, архитектор Август Витте[латыш.]) — первоначально здание Рижского ипотечного общества, в настоящее время Министерство иностранных дел Латвии.
- Дом № 1 — бывший гимнастический зал (1880, архитектор Рейнгольд Георг Шмелинг)[4] — единственное здание с адресом по улице Вингротаю. До 1930-х годов здание находилось в ведении Рижского гимнастического общества, основанного в 1862 году; после Второй мировой войны было передано спортивному клубу «Даугава». С 2015 года, после реновации, в здании располагаются частные клиники «Rigaer Turn-Verein» и «MAMA Rīga»[5].
- К улице Вингротаю своим задним фасадом выходит также Рижский дом конгрессов[латыш.] (ул. Кришьяня Валдемара, 5).